# Харинка (река)
Харинка — река в России, протекает по Ивановскому району Ивановской области. Приток Уводи. Длина реки составляет 11 км, площадь бассейна — 47,9 км².
Протекает в границах города Иваново. Исток находится в зелёной зоне на северо-восточной окраине города, устье расположено по левому берегу реки Уводи. На реке есть водохранилище, на правом берегу которого расположен городской парк отдыха Харинка.

## Данные водного реестра
По данным государственного водного реестра России, река относится к Окскому бассейновому округу. Водохозяйственный участок реки — Уводь от истока до устья. Речной подбассейн Харинки — бассейны притоков Оки от Мокши до впадения в Волгу, речной бассейн — Ока.